# Loxosceles taeniopalpis
Loxosceles taeniopalpis là một loài nhện trong họ Sicariidae.
Loài này thuộc chi Loxosceles. Loxosceles taeniopalpis được miêu tả năm 1907 bởi Eugène Simon.